# 明珠松茸酒
明珠松茸酒是鸡东出产的一种白酒，源于当地已有百年历史的“刘家烧锅”。酒厂原来生产白酒，后为竞争激烈的白酒市场中立足，聘请泸州老窖第七代掌门人赖高淮的徒弟张金修为技术总顾问兼首席研究专家，历时数载研发出了松茸酒。明珠松茸酒乃先以高粱为主料酿出的白酒为基酒，配以松茸经入选省级非物质文化遗产的酿造技艺酿制而成，推出后果受欢迎并外销至韩国和日本。